# دافنی کالر
دافنی کالر (به انگلیسی: Daphne Koller) (زادهٔ ۱۹۶۸ م) یک استاد اسرائیلی-آمریکایی در بخش علوم رایانهٔ دانشگاه استنفورد و از اعضای بنیاد مک‌آرتور است. پژوهش‌های او عمدتاً در حوزهٔ هوش مصنوعی و کاربردهای آن در علم پزشکی هستند.

## زندگی‌نامه
او مدرک کارشناسی خود را از دانشگاه عبری اورشلیم در ۱۹۸۵ م. در ۱۷ سالگی و کارشناسی ارشدش یک سال بعد از همان مؤسسه دریافت کرده است. کالر پس از دریافت مدرک پی‌اچ‌دی خود از دانشگاه استنفورد در سال ۱۹۹۳ م. به عضویت هیئت علمی بخش علوم رایانهٔ دانشگاه استنفورد درآمد. او از سال ۲۰۰۴ م. از اعضای بنیاد مک‌آرتور است.
کالر در سال ۲۰۰۸ نخستین جایزهٔ ۱۵۰٫۰۰۰ دلاری انجمن ماشین‌های حسابگر-اینفوسیس را در زمینهٔ علوم رایانه دریافت کرد.
یک سال بعد (۲۰۰۹) به همراه نیر فریدمن رساله‌ای را در زمینهٔ مدل گرافی احتمالی منتشر نمود. کالر از بنیانگذاران کورسرا است.